# Édouard Galy
Pour les articles homonymes, voir Galy.
Jean-Baptiste Édouard Galy, médecin et archéologue français, conservateur du musée du Périgord, président de la Société historique et archéologique du Périgord, maire de Périgueux, né  à Périgueux le 18 juin 1814, et mort dans la même ville le 10 juin 1887 .

## Biographie
Jean-Baptiste Édouard Galy est le fils d'un médecin établi à Périgueux. Après ses études au collège de Périgueux, il a poursuivi des études de médecine à Montpellier où il a été reçu docteur en médecine le 27 juillet 1838. Revenu à Périgueux, il a été médecin du lycée, de plusieurs établissements d'instruction publique, puis des ateliers de la compagnie de chemin de fer d'Orléans.

### Musée d'art et d'archéologie du Périgord
L'idée d'établir un musée pour recevoir les antiquités découvertes dans le Périgord a été exprimée par le comte Wlgrin de Taillefer. Grâce à ses pérégrinations à travers le Périgord il avait commencé une collection d'antiques qui a été pillée au moment de la Révolution. À son retour dans le Périgord, il a recommencé ses recherches. En 1804, il a établi un premier musée dans la chapelle des Jésuites mais il doit la quitter en 1808. Il la place alors dans le vomitoire de l'amphithéâtre de Périgueux qui devient le « Musée vésunien ». Cette recherche archéologique va commencer un certain nombre de personnalités à partir de 1810, parmi lesquelles François Jouannet, Joseph de Mourcin puis l'abbé François-Georges Audierne. Le comte de Taillefer a légué sa collection d'antiquités à Joseph de Mourcin en 1833 mais celui-ci a oublié que ce legs était conditionné à son dépôt dans un musée quand il serait établi.
En 1835, sur proposition du maire de Périgueux, la collection renommée « Musée d'antiques et d'objets d'art » est transférée dans les bâtiments de la chapelle des Pénitents blancs, au sud du cloître de la cathédrale Saint-Front. Les locaux sont aménagés par Louis Catoire. Le musée prendra le nom de « Musée du Périgord » en 1898. Il est la réunion du musée départemental d'archéologie et du musée municipal des peintures et sculptures, devenu entièrement municipal. Le musée départemental d'archéologie est dirigé jusqu'à sa mort par Joseph de Mourcin assisté de l'abbé Audierne et du docteur Édouard Galy. Le docteur Galy succède à Joseph de Mourcin comme directeur du musée archéologique départemental à sa mort, en 1856. Joseph de Mourcin n'a pas été un généreux donateur de ce musée, contrairement à l'abbé Audierne. Quand son cabinet est vendu par ses héritiers en 1874, le docteur Galy achète 3 000 pièces, dont le « diptyque de Rabastens » de 1286, en avançant sur sa fortune la somme de 1 215 francs. Édouard Galy est nommé directeur du musée municipal des beaux-arts en 1859, section créée à sa demande en 1857 à l'arrivée du chemin de fer à Périgueux.
L'ancien couvent des Augustins sur les Allées de Tourny, transformé en prison après la Révolution, se libère en 1866. Le docteur Galy achète, à ses frais, le bâtiment au conseil général pour 68 000 francs, en 1868.
Le 19 mars 1868, des travaux sont commencés par l'entreprise Berthoumeyrou et Delmares aux Eyzies sur le chemin vicinal no 31 près de la gare des Eyzies. Quelques jours plus tard, les travaux sont arrêtés par la découverte d'ossements humains et des silex près de l'abri de Cro-Magnon. Abel Laganne, propriétaire de l'hôtel de la gare, prévient aussitôt son frère Alain, qui avertit immédiatement Édouard Lartet. Le Conseil général et Édouard Galy sont prévenus par Auguste Sinsou, agent voyer en chef du département. Auguste Sinsou, Édouard Galy et Alain Laganne sont sur place le 23 mars. Édouard Lartet demande que les ossements lui soient envoyés. Ce qui est fait le 24 mars. Édouard Lartet demande au ministre de l'Instruction publique Victor Duruy d'envoyer son fils Louis Lartet pour y poursuivre les recherches. Le récit de cette découverte a été fait dans le livre Reliquiae Aquitanicae publié à Londres en 1875. Le préfet de la Dordogne écrit au ministre Victor Duruy pour obtenir le retour les ossements humains pour les exposer au musée d'archéologie départemental en 1869. Il se heurte au refus du ministre et de son successeur. Édouard Galy, dépité par ce refus, avait écrit en 1868 au conseil général qu'un des arguments qui lui a été donné était le mauvais état du musée. Le préfet confirme cet avis et débloque la somme de 2 305,77 francs pour permettre le transfert des collections dans de nouvelles installations. Le docteur Galy obtient de transférer progressivement les collections dans le nouveau musée du couvent des Augustins,en 1869. En 1874, ce sont les collections municipales de Peintures et de sculptures dont Galy, est le conservateur depuis 1859, qui rejoindront le nouveau site du cours Tourny.

### Création de la Société d'histoire et d'archéologie du Périgord
C'est le 1er mars 1874 que ce sont réunis dans le domicile du docteur Galy, directeur du musée départemental, les fondateurs de la Société historique et archéologique du Périgord. 155 personnes ont adhéré à la Société et ont constitué le noyau des fondateurs. L'installation de la Société a eu lieu le 21 mai 1874 dans les salles du musée départemental (lire en ligne). Sur proposition d'Eugène Massoubre et d'Albert Dujarric-Descombes, Édouard Galy a été désigné le premier président. Cette société a pour objet « la recherche, l'étude et la conservation des documents et des monuments anciens, de tous les âges, qui intéressent l'histoire de notre province ».

## Distinctions
- Chevalier de la Légion d'honneur (11 août 1859)
- Officier de l'Instruction publique (28 décembre 1876 ; officier d'Académie, 2 juillet 1861).

## Publications
- Considérations sur le cancer, suivies de recherches sur le cancer des os (thèse de doctorat soutenue devant la Faculté de médecine de Montpellier), Tournel, Montpellier, 1838
- « Vésone et ses monuments sous la domination romaine », dans Congrès archéologique de France. 25e session. Périgueux et Cambrai. 1858, Société française d'archéologie pour la conservation des monuments historiques, Paris, 1859, p. 168-210 (lire en ligne)
- « Visites au Musée d'antiquités de Périgueux », dans Congrès archéologique de France. 25e session. Périgueux et Cambrai. 1858, Société française d'archéologie pour la conservation des monuments historiques, Paris, 1859, p. 259-282 (lire en ligne)
- Catalogue du musée archéologique du département de la Dordogne, Imprimerie Dupont et Cie, Périgueux, 1862 (lire en ligne)
- avec L. Lapeyre, Montaigne chez lui. Visite de deux amis à son château, lettre à M. le Dr J.-F. Payen, J. Bounet libraire-éditeur, Périgueux, 1861, 36p. (lire en ligne)
- Le fauteuil de Montaigne, suite à Montaigne chez lui, J. Bounet libraire-éditeur, Périgueux, 1865 , 19p. (lire en ligne)
- Exposition des beaux-arts à Périgueux, 14 mai 1864, imprimerie Dupont, Périgueux, 1864 (lire en ligne)
- L'église de Saint-Amand-de-Coly, le monastère et ses fortifications, Imprimerie Dupont et Cie, Périgueux, 1865 (lire en ligne)
- G. Bouquier, député à la Convention nationale, peintre de marines et de ruines... : notes sur l'état de la peinture en France et en Italie à la fin du XVIIIe siècle, Imprimerie Dupont, Périgueux, 1867 (lire en ligne)
- « Donation faite, en 1243, à l'abbaye de La Faye, par Pierre de Saint-Astier, évêque de Périgueux », dans Bulletin de la Société historique et archéologique du Périgord, 1874, tome 1, 1re livraison, p. 56-59 (lire en ligne)
- « Enceinte murale gallo-romaine de la Cité, à Périgueux », dans Bulletin de la Société historique et archéologique du Périgord, 1874, tome 1, 1re livraison, p. 59-61 (lire en ligne)
- « Le dolmen de Saint-Aquilin », dans Bulletin de la Société historique et archéologique du Périgord, 1874, tome 1, 1re livraison, p. 123-134 (lire en ligne)
- « L'art du placage et de l'étamage chez les Gaulois », dans Bulletin de la Société historique et archéologique du Périgord, 1874, tome 1, 1re livraison, p. 236-237 (lire en ligne)
- « Bracelet protecteur de la santé », dans Bulletin de la Société historique et archéologique du Périgord, 1874, tome 1, 1re livraison, p. 237-239 (lire en ligne)
- « Construction et décoration du portique du temple de Vésunna », dans Bulletin de la Société historique et archéologique du Périgord, 1875, tome 2, p. 45-49 (lire en ligne)
- « Monnaie mérovingienne (triens) frappée à Thiviers », dans Bulletin de la Société historique et archéologique du Périgord, 1875, tome 2, p. 49-50 (lire en ligne)
- « Divinité panthée trouvée dans l'Isle, à Périgueux », dans Bulletin de la Société historique et archéologique du Périgord, 1875, tome 2, p. 125-134 (lire en ligne)
- « Saint Sile (Silain), l'un des patrons de Périgueux (vitrail peint du XIVe siècle) », dans Bulletin de la Société historique et archéologique du Périgord, 1875, tome 2, p. 264-266 (lire en ligne)
- « Concession de sépultures dans l'église de Saint-Front de Périgueux, en 1629 », dans Bulletin de la Société historique et archéologique du Périgord, 1876, tome 3, p. 317-318 (lire en ligne)
- « Saïga ou denier d'argent de l'époque mérovingienne, frappé à Périgueux », dans Bulletin de la Société historique et archéologique du Périgord, 1876, tome 3, p. 502-509 (lire en ligne)
- « Contrat de noviciat d'une sœur ursuline », dans Bulletin de la Société historique et archéologique du Périgord, 1877, tome 4, p. 164-165 (lire en ligne)
- « Brevet de capitaine-gouverneur de la cité et du château de Domme, accordé en 1593 par Henri IV comme roi de Navarre à Martin Descluzel », dans Bulletin de la Société historique et archéologique du Périgord, 1877, tome 4, p. 248-250 (lire en ligne)
- « Une lettre inédite et autographe de Jean Bolland », dans Bulletin de la Société historique et archéologique du Périgord, 1877, tome 4, p. 250-252 (lire en ligne)
- « Autorisation de célébrer la messe dans la chapelle ou oratoire de La Roudetie, donnée par Mgr Philibert de Brandon, évêque de Périgueux, à Messire Joseph de Bodin, chevalier, seigneur de La Roudetie, conseiller du roy en ses conseils d'État et privé et son procureur au présidial et sénéchal de Périgueux, le 15 septembre 1649 », dans Bulletin de la Société historique et archéologique du Périgord, 1877, tome 4, p. 361-362 (lire en ligne)
- « Testament de Pierre Lamy, chirurgien des Grandes écuries du roi, 1777 », dans Bulletin de la Société historique et archéologique du Périgord, 1877, tome 4, p. 425-429 (lire en ligne)
- « Confirmation de l'édit de Nantes », dans Bulletin de la Société historique et archéologique du Périgord, 1877, tome 4, p. 444 (lire en ligne)
- « Cybèle adorée à Vésone », dans Bulletin de la Société historique et archéologique du Périgord, 1878, tome 5, p. 316-322 (lire en ligne)
- « Faux murale trouvée en Pouyoulet, dans l'oppidum de Sainte-Eulalie-d'Ans, appelé Camp César », dans Bulletin de la Société historique et archéologique du Périgord, 1879, tome 6, p. 112-117 (lire en ligne)
- « Noms de potiers et marques de fabrique sur les vases et fragments de vases gallo-romains du Musée trouvés à Vésone », dans Bulletin de la Société historique et archéologique du Périgord, 1879, tome 6, p. 297-299 (lire en ligne)
- « Monnaie des évêques d'Agen, dite Arnaldèse, retrouvée à Périgueux », dans Bulletin de la Société historique et archéologique du Périgord, 1880, tome 7, p. 45-53 (lire en ligne)
- « Le château de Richemont et sa chapelle », dans Bulletin de la Société historique et archéologique du Périgord, 1880, tome 7, p. 200-209 (lire en ligne)
- « Denier en petit bronze de J. Crispe, fils de Constantin », dans Bulletin de la Société historique et archéologique du Périgord, 1880, tome 7, p. 365-367 (lire en ligne)
- « Médaillon contorniate inédit », dans Bulletin de la Société historique et archéologique du Périgord, 1882, tome 9, p. 327-329 (lire en ligne)
- « Verrerie gallo-romaine et grecque - Acquisitions pour le Musée de Périgueux », dans Bulletin de la Société historique et archéologique du Périgord, 1884, tome 11, p. 481 (lire en ligne)
- Suite du catalogue du Musée des tableaux et objets d'art de la ville de Périgueux, imprimerie E. Laporte, Périgueux, 1886 (lire en ligne)
- Poésies inédites de Pierre de Bourdeille, seigneur abbé de Brantôme, baron de Richemont publiées d'après le manuscrit original par le Dr E. Galy, Imprimerie A. Lahure, Paris, 1880 (lire en ligne)